# Португалія на Євробаченні Юних Музикантів
Португалія брала участь у Євробаченні Юних Музикантів, що проводиться кожні два роки, 4 рази, починаючи з 1990 року. Португалія була країною-господаркою конкурсу в 1996 році. Спочатку країна намагалася взяти участь у 1986 році, але була змушена відмовитися, оскільки не змогла обрати «кваліфікованого кандидата».

## Учасники
Умовні позначення
     Переможець
     Друге місце
     Третє місце
     Не пройшла до фіналу
     Участь скасовано
     Не брала участі
| Рік                               | Місце проведення | Учасник                       | Інструмент | Фінал                      | Півфінал       |
| --------------------------------- | ---------------- | ----------------------------- | ---------- | -------------------------- | -------------- |
| 1990                              | Відень           | Антоніо Мігель Камолас Кітало | Труба      | Не вдалося кваліфікуватися | -              |
| 1994                              | Варшава          | Рубен Да Луз Сантос           | Тромбон    | Не вдалося кваліфікуватися | -              |
| 1996                              | Лісабон          | Ракель Кейрос                 | Скрипка    | Не вдалося кваліфікуватися | -              |
| Не брала участі в 1998-2012 роках |                  |                               |            |                            |                |
| 2014                              | Кельн            | Андре Гунько                  | Віолончель | -                          | Без півфіналів |
| Не брала участі в 2016-2024 роках |                  |                               |            |                            |                |

## Галерея

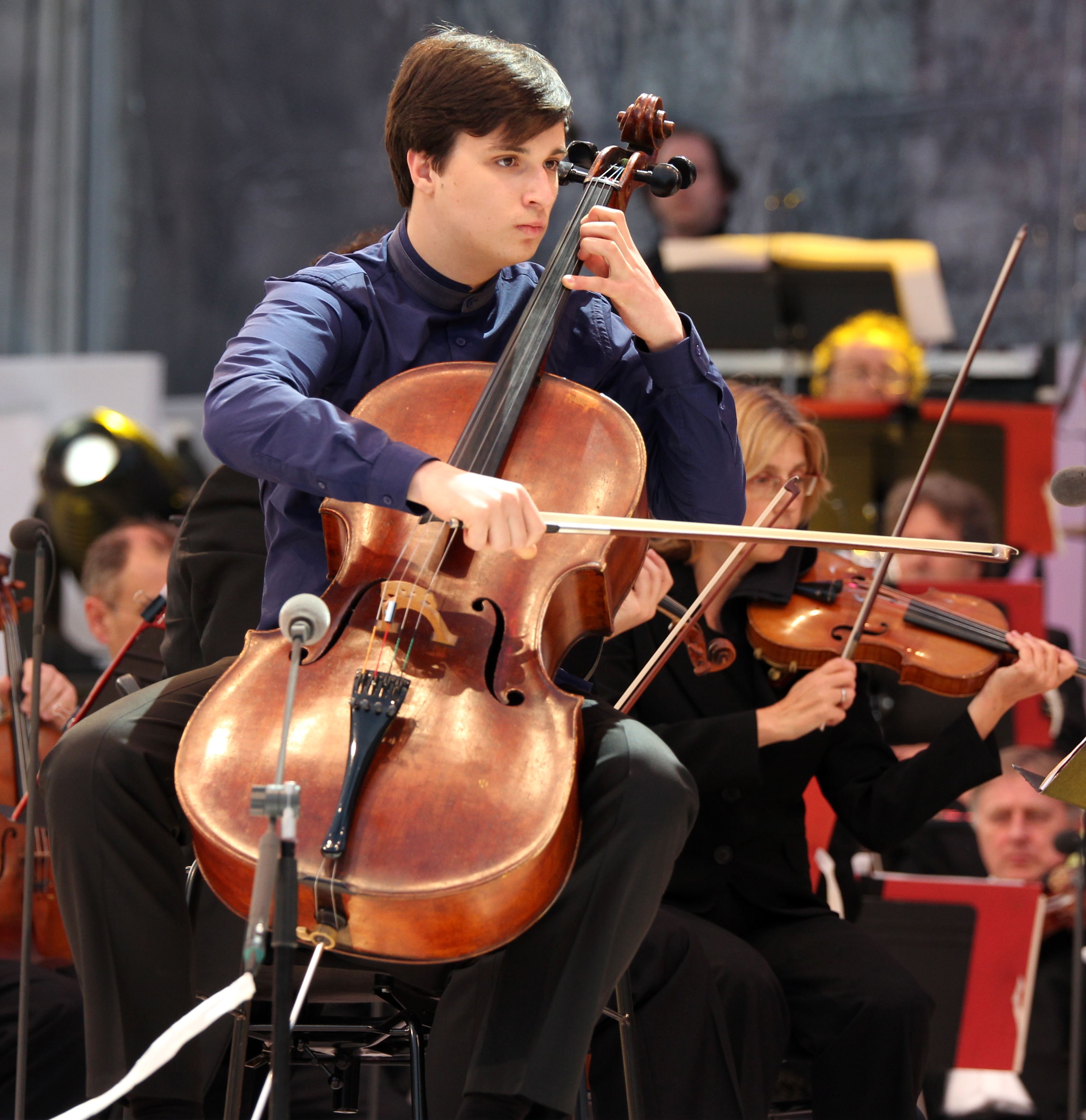
Андре Гунько у Кельні (2014)

## Країна-господар
| Рік  | Місто   | Місце проведення            | Ведучі |
| ---- | ------- | --------------------------- | ------ |
| 1996 | Лісабон | Белемський культурний центр | ?      |